# Liam Craig
Liam Craig (* 27. Dezember 1986 in Edinburgh) ist ein ehemaliger schottischer Fußballspieler und Gewerkschaftsvorsitzender.

## Karriere
Liam Craig begann seine Karriere bei den Berwick Rangers. Im Jahr 2002 wechselte er in die Jugendakademie von Ipswich Town. Drei Jahre später gewann er mit der U-18-Mannschaft den FA Youth Cup im Finale gegen den FC Southampton. Nachdem er es nicht geschafft in die erste Mannschaft des Vereins zu kommen, wechselte er im Januar 2006 zum schottischen Erstligisten FC Falkirk. Eine Woche nach seiner Verpflichtung debütierte er in der Scottish Premier League gegen Inverness Caledonian Thistle als er für Stephen O’Donnell eingewechselt wurde. Bis zum Ende der Saison 2005/06 kam er in 15 weiteren Ligaspielen zum Einsatz. In der zweiten Saison in Falkirk erzielte er am 1. Spieltag das 2:1-Siegtor über Dundee United das gleichbedeutend sein erstes Tor als Profi war. Mit Falkirk hielt er souverän die Liga und absolvierte 27 Spiele, in denen er zweimal ins gegnerische Tor traf. Nachdem er die folgende Spielzeit 2007/08 zunächst in Falkirk begonnen hatte und sechsmal zum Einsatz gekommen war, wechselte Craig im Dezember 2007 auf Leihbasis zum schottischen Zweitligisten FC St. Johnstone. Nach seinem Debüt gegen Hamilton Academical am 15. Dezember 2017 erzielte er eine Woche später bei seinem Heimdebüt im McDiarmid Park gegen Livingston ein Tor. Die zunächst auf einen Monat beschränkte Leihe wurde später auf die gesamte Zweitligasaison ausgedehnt. Mit den „Saints“ erreichte er als Zweitligist das Halbfinale im schottischen Pokal das gegen den späteren Sieger, den Glasgow Rangers verloren wurde. In der Liga belegte das Team den dritten Tabellenplatz hinter Hamilton Academical und dem FC Dundee. Im Anschluss an die Leihe wechselte er fest zu St. Johnstone, die sich mit Falkirk auf eine finanzielle Entschädigung für den 21-jährigen Mittelfeldspieler einigten. In der ersten Saison nach der Verpflichtung gelang der direkte Aufstieg als Meister der Scottish First Division 2008/09 in die erste Liga. In den folgenden Jahren hielt sich Craig mit den „Saints“ in der Scottish Premier League, in der er als Stammspieler ein fester Bestandteil war. Bis zum Jahr 2013 absolvierte er über 200 Einsätze für St. Johnstone. In seinem letzten Spiel erzielte Craig ein Tor das für die Qualifikation der Europa League verhalf.
Im Januar 2013 war bereits bekannt geworden das Craig ab der Saison 2013/14 für den Ligakonkurrente Hibernian Edinburgh auflaufen wird. Nachdem Pat Fenlon bei den sich in Abstiegskampf befindlichen „Hibs“ als Trainer zurückgetreten war, ernannte ihn im November 2013 sein Nachfolger Terry Butcher zum neuen Mannschaftskapitän. Im Saisonverlauf erzielte Craig den ersten Hattrick seiner Laufbahn im Ligapokal gegen Stranraer. Im Januar 2014 erzielte Craig den Siegtreffer im Edinburgh Derby gegen den Stadtrivalen Heart of Midlothian vom Elfmeterpunkt. Am Ende der Saison stieg er mit der Mannschaft nach der verloren Relegation gegen Hamilton Academical in die zweite Liga ab. In der Zweitligasaison 2014/15 wurde der direkte Wiederaufstieg als Tabellenzweiter hinter den ebenfalls im Vorjahr abgestiegenen „Hearts“ verpasst. In den Aufstieg-Play-offs unterlag man gegen die Glasgow Rangers die zuvor in der Tabelle hinter den „Hibs“ gelandet waren. Danach verließ Craig als Kapitän den Verein nach zwei enttäuschenden Jahren wieder.
Im Juli 2015 kam er zurück zum FC St. Johnstone in die Scottish Premiership. Bei seinem alten Verein war er auf Anhieb im Stammpersonal von Tommy Wright. Am 29. Dezember 2018 bestritt Craig sein 362. Spiel für St. Johnstone, womit er den zweiten Platz hinter seinem Teamkollegen Steven Anderson in der Allzeit-Bestenliste übernahm.
Im Dezember 2018 wurde Craig zum Vorsitzender der PFA Scotland (Professional Footballers’ Association Scotland) ernannt.
In der Saison 2020/21 gewann Craig mit den „Saints“ den Pokal und erstmals in ihrer Vereinsgeschichte den Ligapokal. St. Johnstone war erst der vierte schottische Verein der das Pokal-Double gewann. 